# Џорџ Томас Хајн
Џорџ Томас Хајн (енгл. George Thomas Hine, 1842 ― 25. април 1916) је био енглески архитекта. Познат је по изградњи нових окружних азила за Хартфордшир, Линколншир, Сари, Источни Сасекс и Вустершир, као и по обимним допунама многих других. 

## Каријера
Рођен је 1842. године као син Томаса Чемберса Хајна из Нотингема, од кога је учен од 1858. и са којим је радио од 1867. до 1891.
Оженио се 1870. и имао је двоје деце, Томаса Гаја Маколеја Хајна и Мјуријел Хајн.
Специјализовао је архитектуру азила и пројектовао је за Краљевски институт британских архитеката. Године 1887, након што је победио на конкурсу за нови азил Лондонског окружног савета у Клејберију, Есекс, основао је своју праксу у Лондону. Радио је као консултант архитекте комесара у Лунасију од 1897. године, наследивши Чарлса Хенрија Хауела. Често је учествовао на конкурсима за азиле, први који је освојио је био азил у Нотингему 1875. године. 
Такмичио се на десет конкурса током 1880-их и 1890-их, освојивши пет од њих и био је проценитељ на још четири. Пројектовао је и четири велика азила са нискоквалитетним центрима у којима је смештено преко две хиљаде пацијената. Преминуо је 25. априла 1916.

## Архитектонски стил
Сви азили које је пројектовао су били изграђени од црвене цигле и имали су сиви камени зид. Његови каснији пројекти често су садржали полихромни бело–црвени узорак цигле, посебно за прозорске преграде, што је био релативно чест архитектонски детаљ у то време и није био специфичан само за Хајна. 
Био је рани заговорник „ешелонског” дизајна азила који је применио у Клејберију.

## Дела
Пројектовао је следећа дела:
- Азил општине Нотингем, Маперли, 1875—1880; проширено 1889—1890.
- Болница Тауерс, Лестер, проширена 1883—1890.
- 4. азил округа Мидлсекс, Клејбери, 1887—1893.[5][6]
- 2. азил округа Дорсет, проширења Херисон, 1890.
- Азил општине Сандерленд, Чери Ноул, 1891—1895.[7]
- 3. азил округа Мидлсекс, Банстед, доградња 1893.
- Азил округа Вајт, завршетак Вајткрофта, 1893.
- Азил округа Кестевен, Расби, 1897—1902.[8][9]
- Азил округа Лондон, Бексли, 1898.
- Азил округа Беркшир, проширења Фермајла, 1898.
- Азил округа Хартфордшир, Хил Енд, 1900.
- Азил психијатријске болнице у Белфасту, Пердисберн, 1900.
- Азил округа Лондон, Хортон, 1901—1902.
- Изолациона болница Какфилд, Сасекс 1902.[10]
- Азил округа Источни Сасекс, Хелингли, 1901—1903.
- 2. азил округа Вустершир, Барнсли Хол, 1901—1907.[11]
- Азил округа Сари, Недерн, 1901—1909.
- Азил округа Лондон, Лонг Гроув, 1903—1907.
- 2. азил округа Хемпшир, Парк Пруит, 1912.
- Азил општине Гејтсхед, Света Марија, 1910—1914.[12]